# Zdeněk Jůzek
Zdeněk Jůzek (16. srpna 1948 Trutnov – 18. srpna 2012 Praha) byl český novinář a spisovatel.

## Život
Vystudoval Univerzitu Karlovu, profesní kariéru v médiích začal v předlistopadové Mladé frontě (nyní Mladá fronta DNES), po revoluci se v roce 1992 mimo jiné podílel na založení deníku Blesk, kde byl zástupcem šéfredaktora. Později se stal šéfredaktorem Blesk Magazínu. Od roku 2003 působil ve vydavatelství RF-Hobby jako mediální ředitel. Vymyslel kupříkladu koncepci úspěšného časopisu 21. století. Další časopis tohoto vydavatelství, Epocha, vyhrál jeho zásluhou dvakrát anketu Časopis roku. Byl členem dozorčí rady Unie vydavatelů. Spolu s manželkou Jaroslavou má syna Martina, který rovněž pracuje v médiích, a dceru Lucii.